# Lithophane ustulata
Lithophane ustulata är en fjärilsart som beskrevs av Butler 1878. Lithophane ustulata ingår i släktet Lithophane och familjen nattflyn. Inga underarter finns listade i Catalogue of Life.